# 傅永淳
傅永淳（1586年—1667年），字惺涵，號熙宇，直隶真定府灵寿县人。明朝政治人物、進士出身。

## 生平
淳生有奇质，读书一览不忘。天启二年壬戌（1622年）舉进士，授湖廣房县知縣，房西南通蜀，多盗，淳擇愿謹富民偽與賊往来，悉其人與地，突掩捕之。有巨賊稱通天王，啸聚洪砰山中，淳率數骑入賊穴，諭以祸福，賊感其诚，解甲降，籍爲兵，平貴州乱卒，得降寇力也。又以房士朴陋，建书院四区，擇俊秀处其中，日與说经。大兴水利，灌田數万亩。居五年，丁外艱去，士民遮送汉水上，创生祠祀之。
服闋，補芮城知縣。崇禎四年辛未（1631年），擢河南道監察御史，時三党角立，各援宦寺爲助，淳屡章弹之，因共銜淳，值秦中流寇横发，乃舉淳按视。淳单车入秦，巡撫都御史李喬懦不知兵，列状劾之。行部抵朝邑县，賊數萬围之，淳率士民坚守，相持七十余日，以计大破之，斩首千余级，夺回妇女牲畜，悉还其家，賊走入終南山。崇禎甲戌（1634年），崇禎帝以都御史陳奇瑜督兵三十万，賜上方剑，专办流賊事。奇瑜率大兵入关，蜀兵出階州，楚兵溯汉水，群賊西走，度栈道入汉中，受围于车箱峡。值汉中霖雨两月，淳謂奇瑜曰：「賊弩解刀锈，马蹄穿，衣甲坏，扑灭之功在今日矣。」奇瑜曰：「俟雨晴，賊出栈耳。」淳曰：「雨晴出栈，尚可剿乎？」奇瑜不听，賊乃陰贿奇瑜左右求撫。奇瑜固怯战，许之。淳曰：「賊數十万众，即就撫，何以安插？且未经大创，能保革心耶？此机一失，天下事将不可爲。」力主剿，疏入，兵部尚书张凤翼黨奇瑜，议遂得旨。賊乃从容栈道，與官兵欢饮數日，忽鼓噪而西，破鳳隴汧阳諸郡县，遂不可制。淳痛哭劾之，崇禎震怒，詔逮奇瑜。
崇禎十二年己卯，入補京畿道，擢太僕寺少卿，拜左通政，尋遷太常寺卿，晉兵部左侍郎。会左都御史阙，部疏名凡十三上，皆不用。上忽御弘政门，召諸大臣问都察院职掌。淳对曰：「左都御史一官，朝廷耳目之司，四方纲纪之任，须清严自励，不徇情，不受贿，解朋党，击贪墨，爲十三道御史倡，則官方正，而生民安，生民安而盗贼息。」上大悦，立拜左都御史，復问盗贼充斥，何以靖之。淳曰：「盗贼之不靖，皆由督撫之權轻，而監视内臣縱兵日肆，功罪不明。及贼偶一过，而兵将继之，搜掠殆甚。兵将利于有贼，而不利于无贼。本以剿贼而实以益贼。惟盡去监视内臣，专责督撫，以賊之有无爲功过，毋听其以出境爲功，去邻爲壑，而将领罪著者即致之法，不必关会兵部，使钱神擅灵，庶兵将奋勇，而賊不足平矣。」上是之，因降旨撤内監。
崇禎十三年（1640年）庚辰，拜吏部尚书，疏辞，不允，上銓政十事，上嘉纳之。禮部主事吴昌時求大僚通淳，求吏部，淳峻却之。会大学士薛国观奏对侵厂卫，東厂王化民等侦其陰事，以中伤之。下府部议罪，上怒其轻敕鎮撫司，嚴鞠证佐，鎮撫希東厂旨，悉实之。于是昌時嗾其黨袁恺、黄云师等共指淳爲九卿之长，乃私国观，而故出其罪。上素知淳，遂释不问。冬十月，引疾乞歸，疏數上，乃允。
崇禎十七年（1644年）甲申，李自成陷京师，淳痛哭携家浮海岛。清兵入京师，自海上歸，陛見辞歸山中。康熙六年丁未（1667年）卒于家，年八十二。生平无声色之好，自奉俭素，老益喜诵读。

## 家族
其先爲上元人，明洪武初，八世祖傅才以開國功爲锦衣卫指挥使，永乐中遷北京，因卜居灵寿。曾祖傅鳴世，生员。本生祖父傅承训，贈兵部侍郎。養祖父傅承問，贈兵部侍郎。父傅铤，举庚子科孝廉，爲岐山知县，贈兵部侍郎。母李氏，贈淑人。兄永清。弟永淑，字粹涵，號祥宇。